# Marokanska vaterpolska reprezentacija
Marokanska vaterpolska reprezentacija predstavlja državu Maroko u športu vaterpolu. Nastupala je u kvalifikacijama za SL 2008., 2009. i 2010.

## Kvalifikacije za SL

### 2008.
- Maroko - Tunis 17:6
- Alžir - Maroko 10:8 (poslije peteraca)
- Egipat - Maroko 23:5

### 2009.
- JAR - Maroko 23:3
- Maroko - Libija 27:1
- Maroko - Alžir 6:8
- Maroko - Alžir 5:6
- Maroko - Libija 21:1
- JAR - Maroko 32:6

### 2010.
- Tunis - Maroko 18:3
- Maroko - JAR 2:21
- Maroko - Alžir 14:15
- Maroko - Tunis 4:16
- JAR - Maroko 19:3
- Alžir - Maroko 16:6

## Razvojni trofej FINA-e u vaterpolu
- 2007.: 11. mjesto
- 2009.: 5. mjesto
- 2011.: 10. mjesto
- 2015.: 10. mjesto